# Sint-Nicolaaskerk (Neuboddenberg)
De Sint-Nicolaaskerk is een katholieke kerk in het stadsdeel Steinbüchel-Neuboddenberg in de Duitse stad Leverkusen. De kerk bevindt zich aan de Berliner Straße 173.

## Geschiedenis
Omdat de oude, in 1788 herbouwde kerk een grote restauratie vereiste, besloten de pastoor en het kerkbestuur van Neuboddenberg tegen het einde van de 19e eeuw een geheel nieuwe kerk, pastorie en kosterij te bouwen. Het bouwterrein werd verworven door grondruil en een schenking van twee gezusters. Op 8 juli 1894 volgde de eerstesteenlegging van de Nicolaaskerk. De bouwkosten van de kerk bedroegen 58.000 Mark; de pastorie kon worden gebouwd voor 15.000 Mark. De bouw, die onder leiding van de Keulse architect Krämer stond, werd voltooid in mei 1895. Tijdens de inwijding werden de relieken uit de oude kerk in het hoogaltaar van de nieuwe kerk geplaatst. Uit de oude kerk kregen ook drie altaren, het doopvont en het missiekruis uit het jaar 1788 een plaats in de nieuwe kerk.
In 1903-1904 volgde de beschildering van het interieur. Ook kon er een orgel worden aangekocht van de bekende orgelbouwer Klais uit Bonn.
In 1942 moesten de drie grote klokken uit de toren worden getakeld ten behoeve van de wapenindustrie. Het menselijk leed in de parochie was daarentegen oneindig groter. Op 5 juni 1940 kwamen bij de eerste bombardementen op de omgeving twee parochianen om het leven. Tot het einde van de oorlog waren 39 mannen van de parochie aan het front gevallen en werden 17 mannen vermist. Dankzij de vrijgevigheid van de gelovigen kreeg de kerk in 1953 weer nieuwe klokken. Alhoewel de kerk in de Tweede Wereldoorlog geen oorlogsschade had opgelopen, bleek na de oorlog een grondige restauratie noodzakelijk. In de jaren 60 werden zowel kerk als toren gerenoveerd.

## Architectuur
De Sint-Nicolaaskerk is gebouw in neoromaanse stijl. Het hoofdportaal wordt geflankeerd door twee kleine torens. De hoofdtoren is 41 meter hoog. Het kerkschip meet 31 meter lang en 12,5 meter breed.

## Klokken
De toren heeft vier klokken.
| Nr. | Naam                               | Gietjaar | Gieter          | Doorsnee (mm) | Gewicht (kg) | Slagtoon (HT-1/16) |
| --- | ---------------------------------- | -------- | --------------- | ------------- | ------------ | ------------------ |
| 1   | Allerheiligste Hart van Jezus-klok | 1953     | Bochumer Verein | 1420          | 1100         | es1 +2             |
| 2   | Maria-klok                         | 1953     | Bochumer Verein | 1190          | 600          | ges1 +2            |
| 3   | Nicolaas-klok                      | 1953     | Bochumer Verein | 1040          | 400          | as1 +1             |
| 4   | Engelbert-klok                     | 1953     | Bochumer Verein | 920           | 250          | b1 +2              |